# Choquinha-de-garganta-cinza
Formigueirinho-cinzento ou choquinha-de-garganta-cinza (Myrmotherula menetriesii) é uma espécie de ave da família Thamnophilidae.
Pode ser encontrada nos seguintes países: Bolívia, Brasil, Colômbia, Equador, Guiana Francesa, Guiana, Peru, Suriname e Venezuela.
Os seus habitats naturais são: florestas subtropicais ou tropicais húmidas de baixa altitude.